# Barnos
Barnos, auch Barnoss (Plural Barnossen bzw. Barnossim, westjiddisch aus talmudischem hebräisch-aramäisch Parnas), war die in Franken übliche Eigenbezeichnung für den Parnas, den Vorsteher einer jüdischen Gemeinde. Der Begriff wurde etwa vom 16. bis mindestens zur Mitte des 19. Jahrhunderts als Synonym zu den deutschen Wörtern „Vorgänger“ oder „Vorgeher“ verwendet. In anderen deutschsprachigen Gemeinden war die ursprüngliche Variante Parnas oder Parnes (Plural Parnasim) gebräuchlich.